# Sri Gurú Granth Sahib Ji

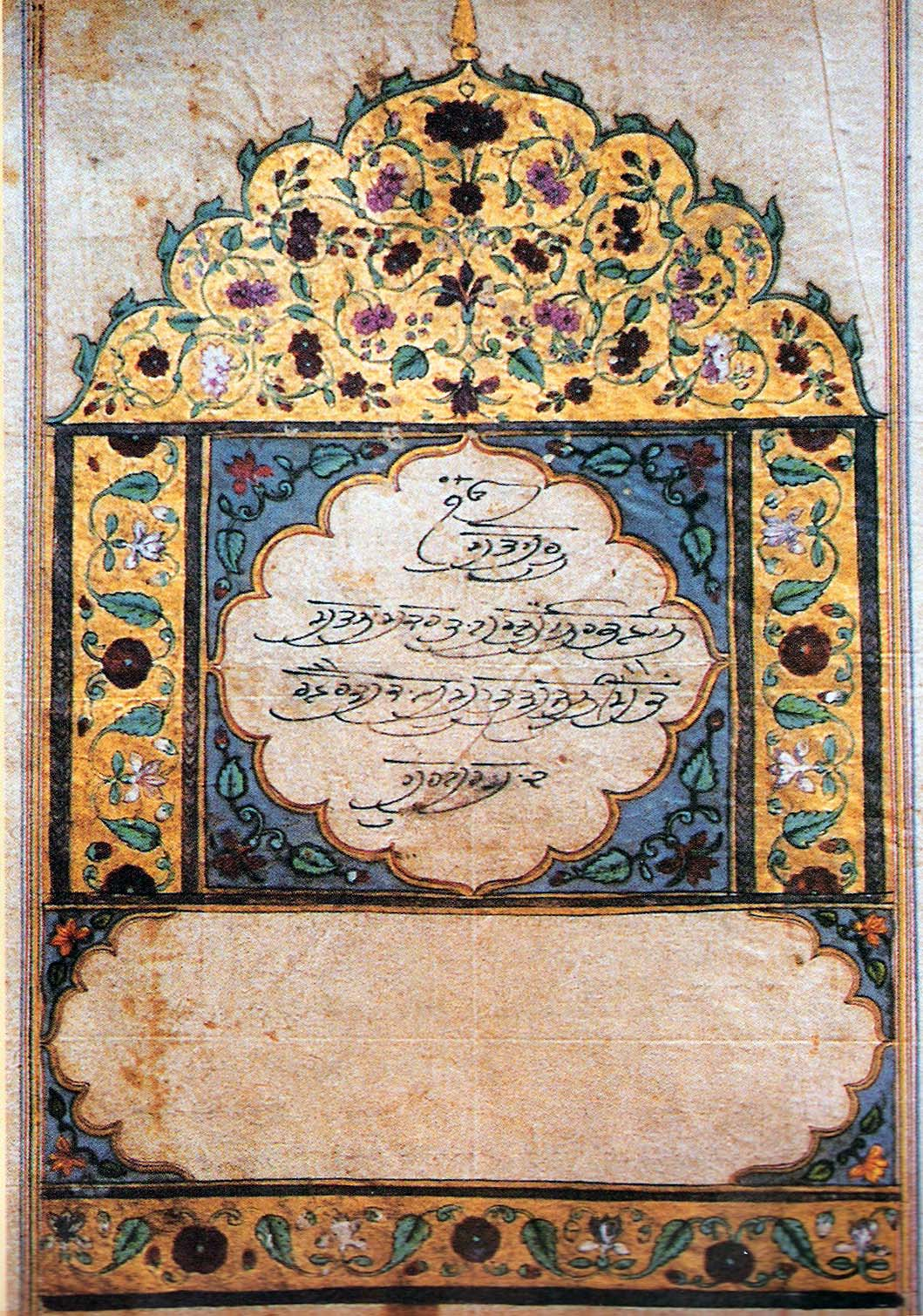
Folio iluminado del Gurú Granth con nisan (Mul Mantar) del Gurú Gobind Singh, escrito en shahmukhi. Colección de Takht Sri Harmandir Sahib (Patna)

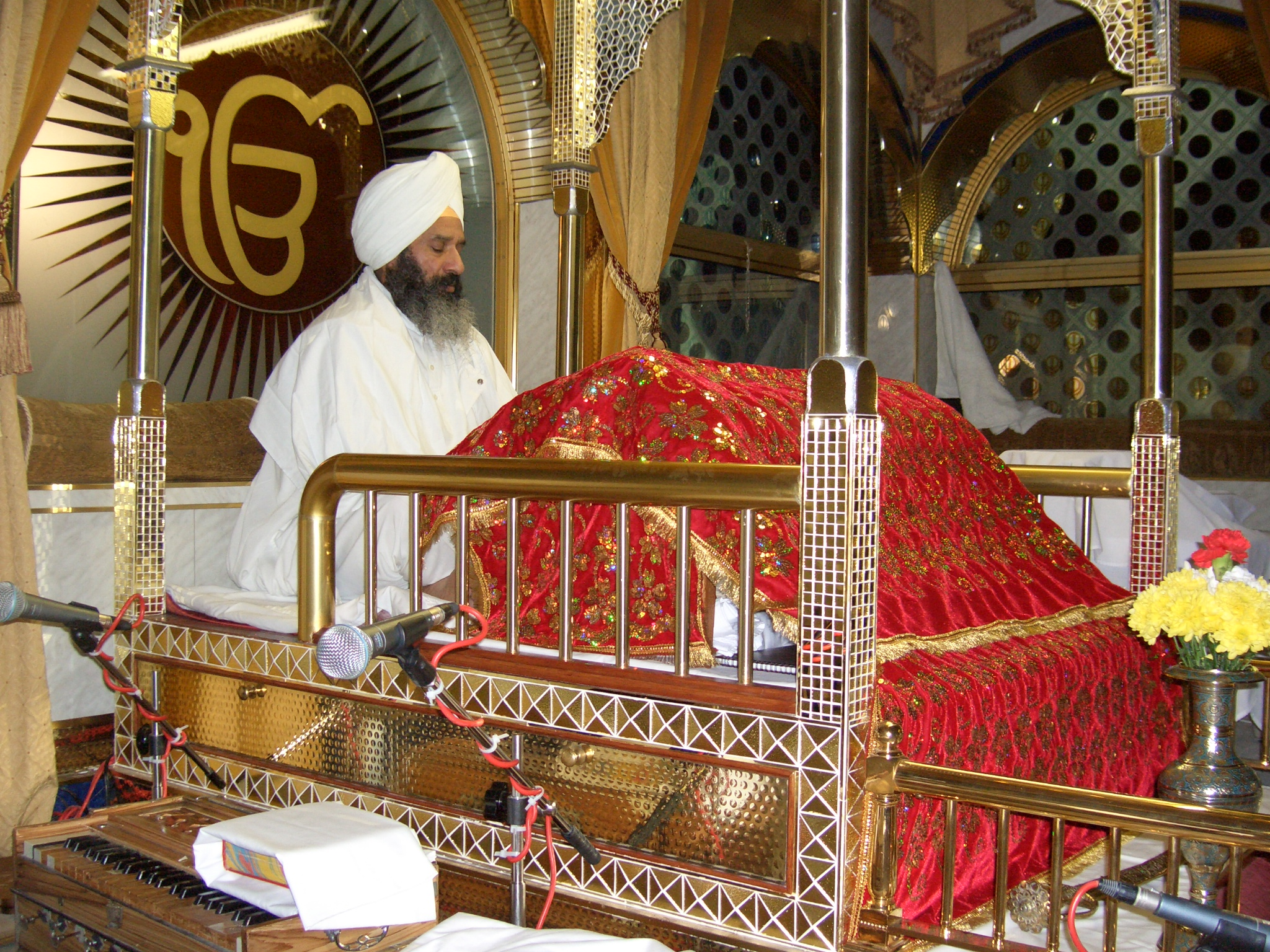
Sri Guru Granth Sahib

El Sri Gurú Granth Sahib Ji (en bengalí:গুরু গ্রন্থ সাহিব (escuchar)ⓘ es el libro santo del sijismo. En gurmukhi se escribe ਗੁਰੂ ਗ੍ਰੰਥ ਸਾਹਿਬ. Para los sijs, el Gurú Granth Sahib Ji nunca ha sido sólo un libro, sino un gurú (maestro) real que los guía a través de la vida. Los sijs consideran que el libro santo es su gurú perpetuo.

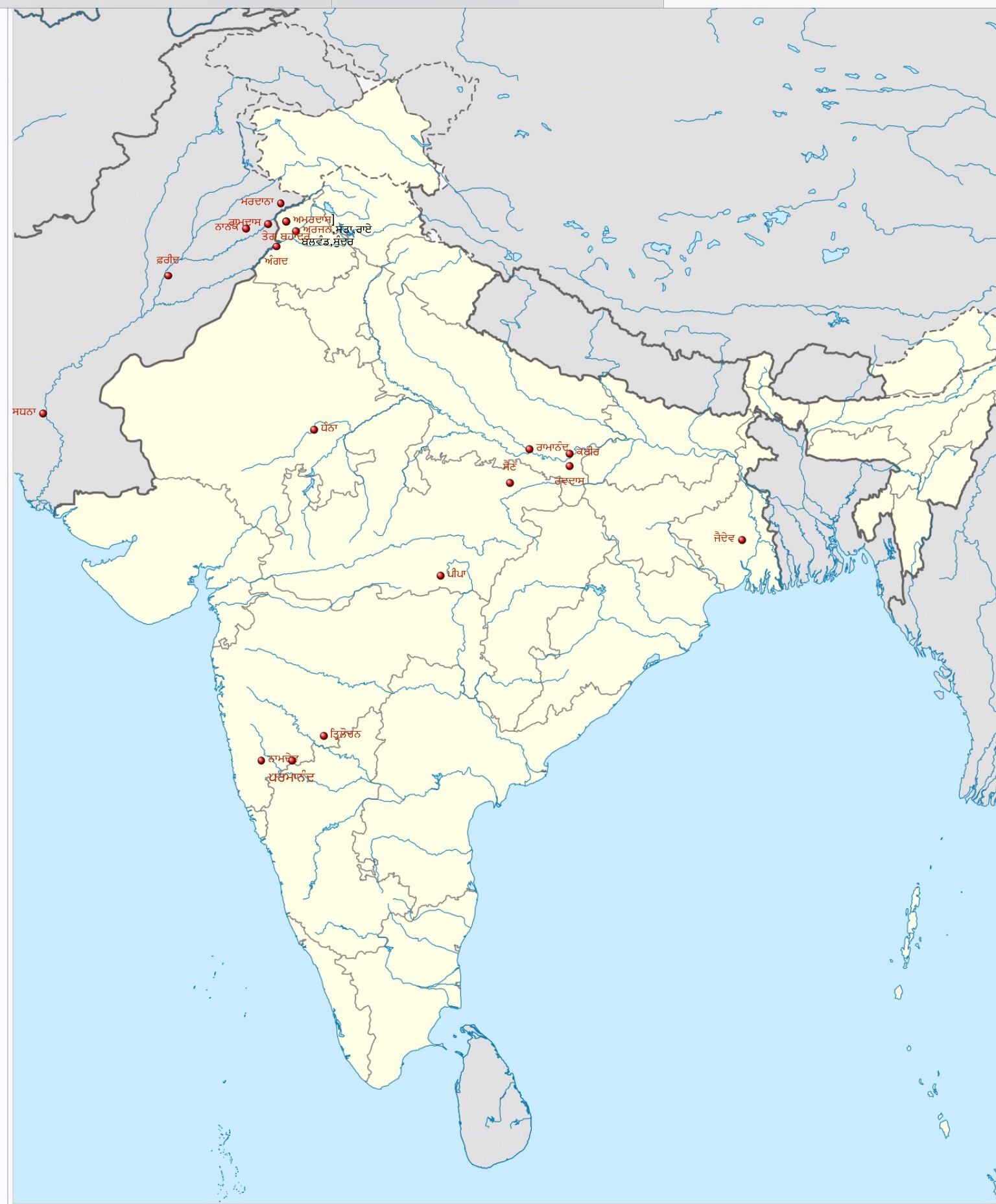
mapa describe los lugares de nacimiento de los diversos autores de Guru Granth Sahib

- Gurú (literalmente ‘pesado, grave’ en sánscrito; lo contrario a laghú: ‘liviano’). Una etimología extraída del Adwaia Tāraka Upanishad dice que se forma a partir de dos palabras: gūdhá (‘oscuridad’) y ruchi (‘lustre, esplendor, belleza, complaciente, agradable, un tipo de coito’).
- Grantha significa ‘texto’ (opuesto a artha: ‘significado’); tanto en sánscrito, como en gurmukhi y shahmukhi;
- Sahib es un término de respeto en hindi; en árabe significa ‘compañero’

Tiene 1430 páginas y contiene las palabras de  6 de los 10 Gurús del sijismo (o —como se dice en inglés— The Sikh Gurus); y varios otros santos de otras religiones, incluidas el hinduismo, el islamismo, y las religiones Kabirpanthi y Ravidasi.
Muchas veces se utiliza la expresión Adi Granth para referirse al Gurú Granth Sahib.
Pero en realidad el Adi Granth es solo la porción del Granth, que compiló Gurú Arjan en 1604.
A veces este término se utiliza de manera indistinta por lo que es importante ver el contexto en el cual se utiliza.
El Granth fue elevado al grado de gurú viviente en 1708 por el último de los maestros sij, Gurú Gobind Singh. Antes de fallecer, Gurú Gobind Singh indicó que los sijs debían tratar al Adi Granth como su próximo gurú.

## Historia
Guru Nanak compuso himnos, que fueron cantados por sus seguidores en rāga musicalizados. Su sucesor, Guru Angad, abrió centros y distribuyó estos himnos. La comunidad cantaba los himnos y sus agentes recogían donaciones. Esta tradición fue continuada también por el tercer y cuarto gurú. El quinto gurú, Guru Arjan, descubrió que Prithi Chand - su hermano mayor y un reclamante competidor del gurú sij - tenía una copia de un pothi anterior (manuscrito de hoja de palma) con himnos y estaba distribuyendo himnos de los gurús anteriores junto con los suyos propios. Guru Arjan los consideró espurios y se preocupó por establecer una antología auténtica de himnos aprobados.
Gurú Arjan comenzó a compilar una versión oficialmente aprobada de la escritura sagrada para la comunidad sij. Envió a sus asociados por todo el subcontinente indio para que recopilaran los himnos que circulaban de los gurús sijs y convenció a Mohan, el hijo de Guru Amar Das, para que le entregara la colección de los escritos religiosos de los tres primeros gurús de forma humilde cantando los himnos registrados en el Guru Granth Sahib, 248.
Oh Mohan, tu templo es tan elevado, y tu mansión es insuperable.
Oh Mohan, tus puertas son tan hermosas. Son las casas de adoración de los santos. 
Cuando sus asociados regresaron con sus colecciones, Guru Arjan seleccionó y editó los himnos para incluirlos en el Adi Granth con Bhai Gurdas como su escriba. Baba Buddha y Bhai Gurdas le llevaron una copia del manuscrito y leyeron algunos himnos de él. Akbar decidió que este informe había sido falso y donó 51 mohures de oro para el esfuerzo del manuscrito. Sin embargo, este apoyo a las escrituras sijs y al sijismo duró poco una vez que Akbar murió, ya que Jehangir calificó el sijismo de "tráfico falso". Bajo sus órdenes, Guru Arjan, que compiló la primera edición de las escrituras sijs, fue torturado y ejecutado.}} Este esfuerzo produjo varios borradores y manuscritos, algunos de los cuales han sobrevivido hasta la era moderna.
La versión manuscrita más antigua que se conserva del Adi Granth es el Manuscrito 1245 de la Universidad Guru Nanak Dev, que ha sido fechado en c. 1599. Otras ediciones tempranas del Adi Granth con algunas variaciones incluyen el Bahoval pothi (c. 1600), Vanjara pothi (c. 1601) y Bhai Rupa pothi (c. 1603).
Otra variante temprana del manuscrito es el llamado Guru Harsahai pothi, conservado por Sodhi y que se cree que es el que existía antes de la compilación de Guru Arjan y que éste entregó a su hermano mayor Prithi Chand. Inicialmente se instaló en Amritsar, luego se trasladó en el siglo XVIII y se conservó en Guru Harsahai (a 35 kilómetros al oeste de Faridkot, Punjab) hasta 1969, cuando el gobierno del estado pidió que se expusiera para las celebraciones de los 500 años. Se trasladó por primera vez en más de 200 años y se expuso brevemente en Patiala para el evento. A partir de entonces, los sodhis consintieron su traslado. Sin embargo, en 1970, durante otro traslado, esta primera versión del manuscrito del Adi Granth fue robada. Sin embargo, han sobrevivido fotos de algunas páginas.
Los sodhis afirman que este manuscrito es el más antiguo y que fue escrito en parte por Guru Nanak. Sin embargo, esta afirmación se observa por primera vez mucho más tarde, en textos atribuidos al siglo XVII Hariji, el nieto de Prithi Chand. Basándonos en las pruebas de las fotos que se conservan, es poco probable que Guru Nanak escribiera o mantuviera un pothi. Los rasgos de su escritura gurmukhi y el lenguaje sugieren que los himnos son significativamente más antiguos, y que los himnos precanónicos se escribían en el sijismo primitivo y eran conservados por los gurús sijs antes de la edición de Guru Arjan. La existencia del manuscrito Guru Harsahai atestigua la temprana tradición de las escrituras sijs, su existencia en formas variantes y una competencia de ideas sobre su contenido, incluyendo el Mul Mant.
Se conocen muchas variaciones menores y tres recensiones significativas del Adi Granth, que permiten conocer cómo se recopiló, editó y revisó la escritura sij a lo largo del tiempo. Hay una cuarta versión significativa llamada Lahori bir, pero difiere principalmente en la forma de organizar los himnos y en las páginas finales del Adi Granth.{refn|group=note|Otra controversia ha sido el descubrimiento de dos folios en blanco en el manuscrito de Kartarpur (cerca de la página 703) y por qué el himno de Ramakali en esa página tiene sólo dos líneas iniciales. En contraste con el manuscrito de Kartarpur, el manuscrito Banno del Adi Granth, descubierto en Kanpur y fechado en 1644, es idéntico en todos los aspectos, pero no tiene páginas en blanco y en los folios cercanos a la página 703 hay un himno completo. El bir de Banno ha sido controvertido porque incluye muchos ritos de paso hindúes (sanskara) en esa versión del Adi Granth. Según W.H. McLeod, la diferencia entre las dos versiones puede deberse a tres posibilidades, de las que retiene el juicio: primero, Guru Arjan dejó deliberadamente las páginas del folio en blanco para completarlo más tarde, pero no pudo hacerlo porque fue arrestado y ejecutado por el emperador mogol Jehangir; en segundo lugar, el himno y las páginas existían en el manuscrito original, el Banno bir es más antiguo, las páginas fueron eliminadas por los sikhs de Khalsa del manuscrito de Kartarpur y sustituidas por folios en blanco en su intento de forjar una identidad sikh separada de la hindú durante el Movimiento Singh Sabha; en tercer lugar, las páginas en blanco fueron dejadas intencionadamente por Guru Arjan por razones desconocidas, y el himno completo en el Banno bir es una interpolación añadida por un seguidor sij que quería insertar en el texto los rituales brahmánicos de paso. Según G.B. Singh, un erudito sij que fue pionero en el estudio de los primeros manuscritos sijs, las pruebas apoyan la segunda teoría. Según Pashaura Singh, su examen de los manuscritos y de las pruebas lingüísticas da apoyo a la tercera teoría, señalando que la mano más pequeña y el diferente instrumento de escritura en el que se escribieron las 22 líneas restantes, las propias líneas no coinciden con los manuscritos anteriores y difieren en estructura y léxico del resto de los escritos de Guru Arjan, la presencia de otros versos cortos en todos los manuscritos como Vār Basant con sólo tres estrofas, y apunta al hecho de que G. B. Singh había hecho la afirmación sin examinar realmente el texto, planteando que parecía haber servido a los intereses del Arya Samaj basándose en sus escritos.

### Ediciones

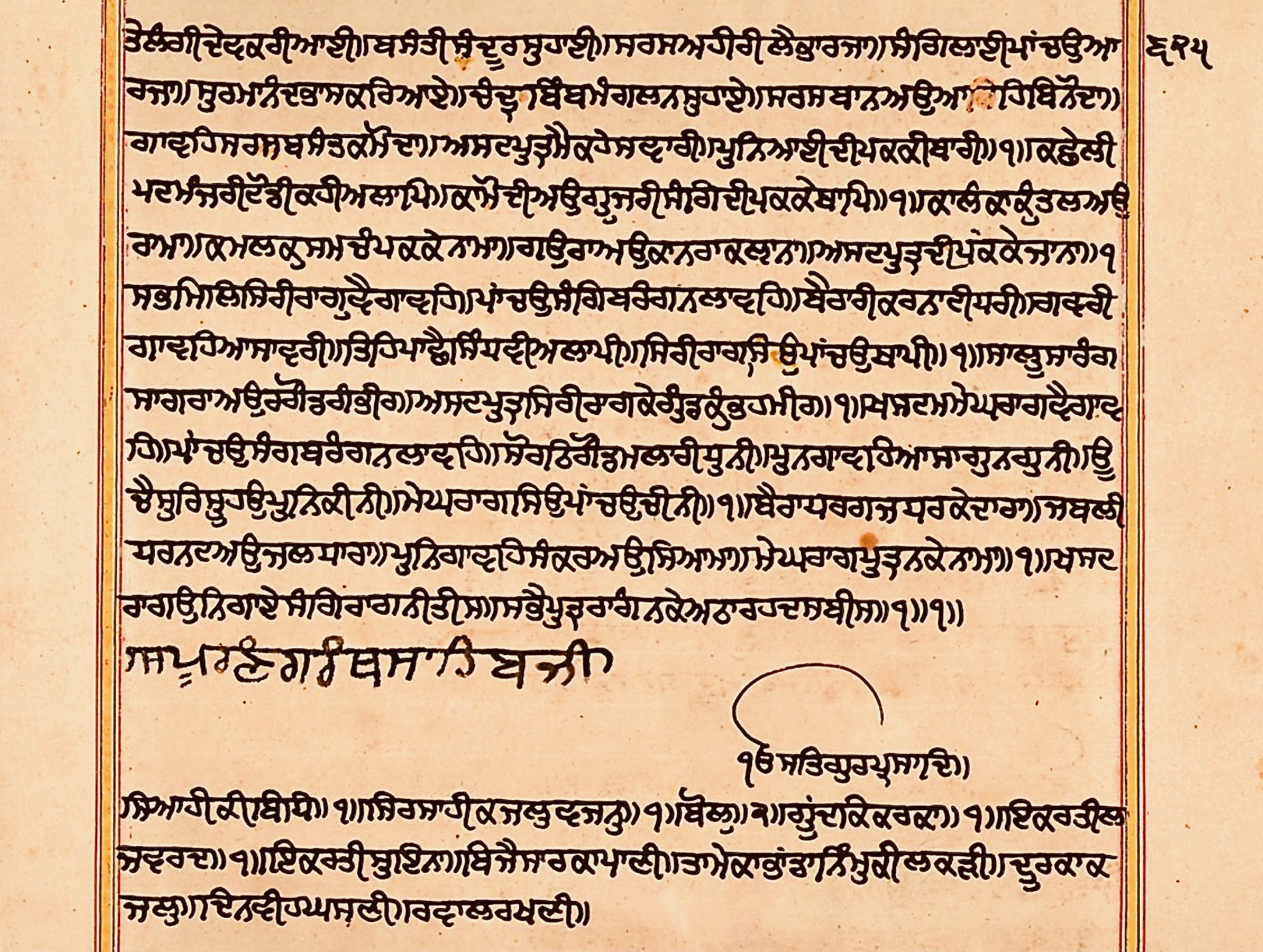
Un folio de una copia manuscrita de principios del del Guru Granth Sahib (Schoyen Collection Norway)

En 1604, la primera edición de las escrituras sijs, el Adi Granth, estaba completa y aprobada oficialmente por Guru Arjan. Se instaló en el Templo Dorado, con Baba Buda como primer granthi o lector. Ningún himno fue añadido por Guru Hargobind, Guru Har Rai y Guru Har Krishan. En la tradición sij, se atribuye a Guru Hargobind la adición de las melodías rāga para nueve de los 22 Vars. Los himnos del IX Gurú Tegh Bahadur, tras su decapitación en Delhi, fueron añadidos a la escritura por su hijo y sucesor Gurú Gobind Singh.
En 1704 en Damdama Sahib, durante un año de respiro de los fuertes combates con el Emperador Mughal Aurangzeb, Guru Gobind Singh y Bhai Mani Singh añadieron las composiciones religiosas de Guru Tegh Bahadur al Adi Granth para crear la edición final, llamada Guru Granth Sahib. Antes de Guru Gobind Singh, en los santuarios sijs de todo el subcontinente indio circulaban tres versiones del Adi Granth pothi con pequeñas variaciones. Además, circulaban varias versiones no autorizadas, publicadas por sectas fundadas por uno de los hijos o parientes de los anteriores gurús sijs, como Prithi Chand, el hermano mayor de Guru Arjan. Guru Gobind Singh publicó la edición final definitiva que incluía los himnos de su padre, y cerraba el canon. Este manuscrito se llama el Damdama bir, y una copia rara de 1707 de este manuscrito se conserva ahora en el Toshakhana en Nanded, Maharashtra.
Las composiciones de Guru Gobind Singh no se incluyeron en el Guru Granth Sahib y se plasmaron en el Dasven Padsah ka Granth, que se conoce más popularmente como el Dasam Granth. La compilación y publicación de esta edición definitiva de este último fue completada por Bhai Mani Singh.

### Escritores involucrados
El Guru Granth Sahib contiene predominantemente himnos de los siguientes Gurus Sikh: Gurú Nanak, Gurú Angad, Gurú Amar Das, Gurú Ram Das, Gurú Arjan y Gurú Teg Bahadur. También contiene himnos y versos de trece hindúes sant poets (santos) del movimiento Bhakti y dos musulmanes sant poets. También hay versos de idolatría para los Gurus como Guru Nanak fundidos en algunas páginas, los compuestos por bardos (Bhatts). Los himnos y versos son de diferente longitud, algunos muy largos, otros son sólo versos de unas pocas líneas. Veintidós de los treinta y un ragas contienen las contribuciones de los bhagats. La siguiente es una lista de colaboradores cuyos himnos están presentes en el Guru Granth Sahib así como el número de himnos que aportaron:

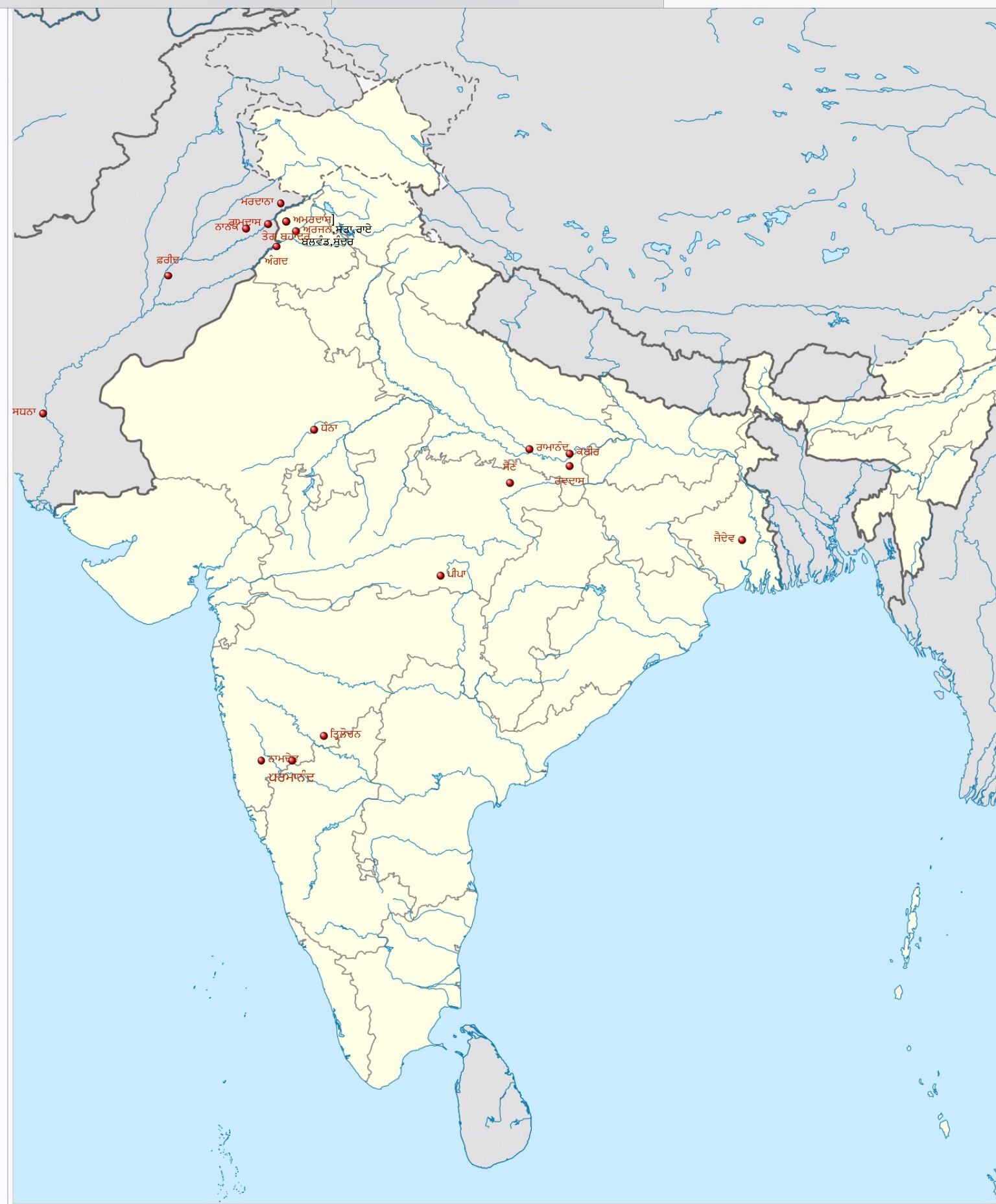
Map showing birthplace of various contributors of Guru Granth Sahib

Gurús sijs:
- Guru Nanak Dev (974)
- Guru Angad Dev (62)
- Gurú Amar Das (907)
- Guru Ram Das (679)
- Guru Arjan Dev (2218)
- Gurú Tegh Bahadur (116)
- Guru Gobind Singh (12)

Bhagats:
- Bhagat Kabir (541)
- Bhagat Jayadeva (2)
- Bhagat Ramanand (1)
- Bhagat Namdev (60)
- Bhagat Trilochan (5)
- Bhagat Parmanand (1)
- Bhagat Pipa (1)
- Bhagat Sain (1)
- Bhagat Surdas (1)
- Bhagat Ravidas (41)
- Baba Sundar (6)
- Balvand Rai (1)
- Bhatt Kalshar (54)

Bhatts:
- Bhatt Balh (1)
- Bhatt Bhalh (5)
- Bhatt Bhika (2)
- Bhatt Gayand (13)
- Bhatt Harbans (2)
- Bhatt Jalap (5)
- Bhatt Kirat (8)
- Bhatt Mathura (14)
- Bhatt Nalh (16)
- Bhatt Salh (3)

Pirs:
- Bhagat Farid (134)
- Bhagat Bhikhan (2)
- Bhagat Beni (3)
- Bhagat Sadhana (1)
- Bhagat Dhanna (4)

Gursikhs:
- Bhai Satta (4)
- Balvand Rai (8)
- Bhai Mardana (12)
- Baba Sunder (10)
- Bhai Piara (53)

### Versiones del manuscrito
En los siglos XIX y XX, se descubrieron varias versiones manuscritas de los himonos de Adi Granth y el  Guru Granth Sahibd. Ello dio lugar a una  serie de teorías sobre la autenticidad y como es que evolucionaron los textos canónicos del Sikhismo. Existen cinco interpretaciones:
- El primer punto de vista sostenido por estudiosos como Balwant Singh Dhillon afirma que hubo una "tradición madre" consistente, en la que los himnos de Guru Nanak se conservaron cuidadosamente como un único códice sin ninguna corrupción ni cambios no autorizados, al que los Gurus posteriores añadieron himnos adicionales. La escritura sij se desarrolló de forma lineal y pura, convirtiéndose primero en el Adi Granth y finalmente en la versión cerrada del Guru Granth Sahib. Según esta teoría, no existía una diversidad pre-canónica, la escritura se produjo en una forma organizada y según un formato disciplinado, y niega la existencia de himnos y textos alternativos que fueron aceptados por Sikhs de una era anterior.[20]
- La tercera opinión sostenida por estudiosos como Gurinder Singh Mann afirma que las escrituras comenzarón en un único proceso, proceeded linearly, then diversified into separate textual traditions with some variations, over time. This school of scholars supports their theory by highlighting the similarities of the manuscripts and close match particularly between the three manuscripts called the Guru Har Sahai MS, the Govindval MS, and the Guru Nanak Dev University MS 1245.[20] Esta teoría se encuentra debilitada por las variaciones observadas en 27 variantes de manuscritos que han sido fechados entre 1642 y 1692. The alternate formulation of this theory states that two branches developed over time, with the Peshawar pothi and Kartarpur pothi being the two branches.[20]
- La tercera opinión sostenida por estudiosos como Piar Singh afirma que se desarrollaron versiones independientes de las escrituras sijs en regiones geográficamente distantes del subcontinente indio.[20] Estas versiones se desarrollaron debido al olvido o la creatividad de los líderes sijs locales, a los errores cometidos por los escribas, a los intentos de adoptar los himnos populares de los bhagats o a la adaptación de los himnos a las lenguas regionales locales donde no se entendía el gurmukhi. Son estos manuscritos los que Guru Arjan recopiló y consideró, y luego editó para producir una versión aprobada del Adi Granth. La escritura sij, según esta escuela, fue por tanto un esfuerzo de colaboración y no hubo una versión auténtica del texto precanónico en el sijismo.[20]
- El cuarto punto de vista se basa en este tercer punto de vista y es apoyado por estudiosos como Jeevan Deol. Según este punto de vista, había tradiciones textuales independientes en el sijismo antes de que Guru Arjan decidiera editarlas y redactarlas en el Adi Granth.[20] Estas tradiciones textuales se desarrollaron en diferentes partes del subcontinente indio, muy influenciadas por la popularidad de los bhagats regionales y sus ideas del movimiento Bhakti sobre las formas nirguna y saguna de lo divino, con Guru Arjan favoreciendo las versiones nirgun. El Adi Granth refleja la revisión, edición y compilación de complejas y diversas tradiciones textuales anteriores a él.[20]
- La quinta opinión sostenida por estudiosos como Pashaura Singh desarrolla y refina la cuarta opinión. Afirma que la escritura sij surgió de un esfuerzo de colaboración de Guru Arjan y sus asociados de confianza, en particular Bhai Gurdas y Jagana Brahmin de Agra. Sus colaboradores eran sus devotos admiradores, bien versados en el pensamiento sij, las tradiciones sánscritas y las escuelas filosóficas de las religiones indias.[21] Las variantes de los manuscritos apoyan esta teoría, al igual que el análisis de la escritura del bir (manuscrito) de Kartarpur aprobado por Guru Arjan, que muestra al menos cuatro estilos de escritura distintos.[21] Las variaciones en los manuscritos también afirman que el Adi Granth no se desarrolló de forma lineal, es decir, que no se copió simplemente en el lugar de origen. Es decir, que no fue simplemente copiado de una versión anterior.[3][21]